# 吳雯

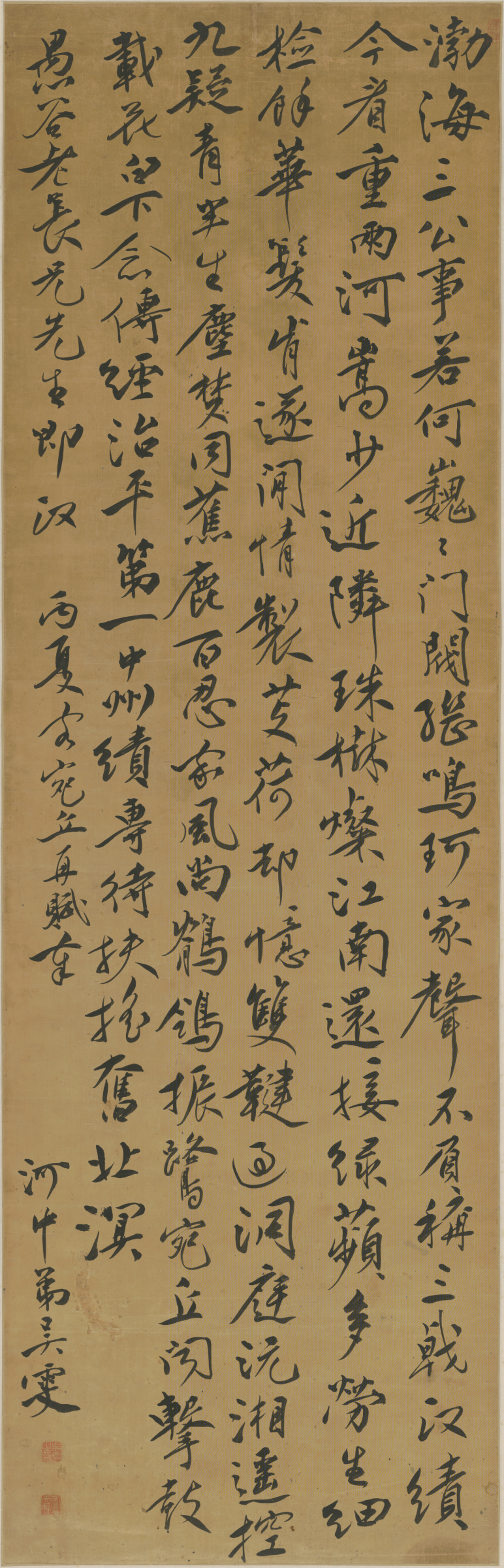
吴雯书法（北京故宫博物院藏）

吴雯（1644年—1704年），字天章，山西蒲州人，祖籍奉天辽阳。清初詩人。

## 家世
父吴允升，原居於辽阳，顺治二年（1645年）以顺天乡试中舉，选官蒲州学正，顺治十二年（1655年）成进士，次年卒于蒲州任所。

## 生平
吴雯生于清世祖顺治元年，父允升卒後，吴雯孤弱不能归里，遂为蒲州人。“嗜书如饮食”。為諸生。康熙十八年己未（1679年）舉博學鴻儒科，不遇。与王士祯来往密切，王士祯称其“仙才”。 
康熙四十三年(1704），母親病故。先生哀痛过甚亦病故年六十一岁，葬于永濟西南姚温阡。王士禎為其撰墓志銘。

## 著作
《莲洋集》20卷。